# Jean-Claude Rémoleux
Jean-Claude Rémoleux est un acteur français né le 8 février 1923  à Saint-Ouen et mort le 5 janvier 1985 à Beaulieu-sur-Mer.

## Biographie
Habitué des rôles secondaires, il est notamment apparu dans les films de Jean-Pierre Mocky, dont il était l'une des « gueules » récurrentes, comme Jean Abeillé ou Antoine Mayor. Massif et chauve, la voix blanche, l'allure lunaire, il est employé par le cinéaste pour son côté décalé.
Mocky raconte à son sujet : « Rémoleux, à la base, n'était pas un acteur. Il venait d'une famille très riche, actionnaire de Prisunic. C'était un type très important, mais complètement fou. Je l'ai repéré sur le plateau du Procès d'Orson Welles en 1962, où il jouait un flic. Un gros qui m'a heurté comme un ours en baragouinant... et que j'ai immédiatement engagé pour Un drôle de paroissien. Je l'ai utilisé dans 12 films, toujours comme un mastodonte ahuri : on dirait un phoque ! Même son enterrement s'est terminé par un gag : les croque-morts ont glissé sur le sol gelé et son cercueil est tombé à l'eau ».
Il est inhumé à Beaulieu-sur-Mer (Alpes-Maritimes), dans le caveau familial.

## Filmographie
- 1954 : La Reine Margot de Jean Dréville
- 1955 : Gervaise de René Clément
- 1955 : Mémoires d'un flic de Pierre Foucaud
- 1955 : Les Carnets du Major Thompson de Preston Sturges - Figuration
- 1956 : Fric-frac en dentelles de Guillaume Radot - sous réserve -
- 1956 : Le Salaire du péché de Denys de La Patellière
- 1958 : Mon oncle de Jacques Tati : le client de chez M. Arpel
- 1962 : Le Gentleman d'Epsom ou Les Grands seigneurs de Gilles Grangier
- 1962 : Le Procès - (The trial) d'Orson Welles : un bourreau
- 1962 : Strip tease de Jacques Poitrenaud
- 1963 : Un drôle de paroissien de Jean-Pierre Mocky : l'inspecteur Bartin
- 1963 : Carambolages de Marcel Bluwal : un homme dans l'ascenseur
- 1963 : Faites sauter la banque de Jean Girault
- 1964 : La Cité de l'indicible peur ou La Grande Frousse de Jean-Pierre Mocky
- 1964 : Bande à part de Jean-Luc Godard : l'élève buveur d'alcool
- 1966 : La Bourse et la Vie de Jean-Pierre Mocky : Paul Robinhoude et un chauffeur de camion
- 1967 : Les Compagnons de la marguerite, de Jean-Pierre Mocky : Philippon
- 1967 : Salle n° 8 de Robert Guez et Jean Dewever : un patient (ép. 26) TV
- 1968 : La Grande Lessive (!) de Jean-Pierre Mocky : l'inspecteur Barbic
- 1970 : L'Étalon de Jean-Pierre Mocky : Léon Lacassagne, député
- 1970 : Valparaiso, Valparaiso de Pascal Aubier
- 1971 : Sans mobile apparent de Philippe Labro : un candidat jeu TV
- 1971 : Chut ! de Jean-Pierre Mocky : Pativer
- 1972 : Na ! de Jacques Martin
- 1974 : Les Gaspards de Pierre Tchernia : le contremaître et son jumeau
- 1974 : Un linceul n'a pas de poches de Jean-Pierre Mocky : le metteur en scène
- 1975 : Dupont Lajoie d'Yves Boisset : un vacancier du camping
- 1975 : L'Ibis rouge de Jean-Pierre Mocky : Emile, le cuisinier
- 1975 : Le Chant du départ de Pascal Aubier : Boulard
- 1975 : Les Œufs brouillés de Joël Santoni
- 1977 : Le Roi des bricoleurs de Jean-Pierre Mocky : Granduc
- 1977 : Les Confessions d'un enfant de chœur de Jean L'Hôte : TV
- 1978 : Le Témoin de Jean-Pierre Mocky : le balayeur
- 1979 : Ils sont grands, ces petits de Joël Santoni : le maire qui marie Louise et Léo en prison
- 1982 : Litan de Jean-Pierre Mocky : Thiraudet
- 1983 : Lettre d'un cinéaste : le mystère Mocky (TV) de Jean-Pierre Mocky